# Spiele mit dem Feuer
Spiele mit dem Feuer ist ein US-amerikanischer Zeichentrick-Kurzfilm aus dem Tom und Jerry-Franchise von Chuck Jones aus dem Jahr 1964.

## Handlung
Jerry ist in den Schweizer Alpen gestrandet. Durch Zufall stößt er auf einen Käseladen, der jedoch geschlossen hat. Er klopft an der Tür und Tom wacht auf. Tom öffnet die Tür und die Maus schlüpft unbemerkt herein. Hinter Tom fällt die Tür zu und er ist ausgesperrt. Er versucht durch den Kamin zu klettern, doch im gleichen Moment entzündet Jerry das Feuer und Tom verbrennt sich.
Tom gelingt es schließlich zurück in den Laden zu gelangen, wo Jerry sich gerade um einen großen Laib Emmentaler kümmert. Nachdem sich Tom erwärmt hat, versucht er Jerry aus dem Emmentaler zu holen. Dazu stopft er die Löcher des Emmentalers mit Korken zu und benutzt einen Blasebalg. Der Emmentaler explodiert, doch die Explosion lässt Tom ohnmächtig werden. Als er aufwacht sieht er Jerry, wie er einem Tutu aus Emmentaler Ballet tanzt. Tom applaudiert lautstark und schlägt dann auf Jerry ein. Anschließend wirft er ihn nach draußen. Nach kurzer Zeit hat er jedoch einen Stimmungswechsel und holt ihn wieder herein. Mit etwas Schnaps belebt er die Maus wieder. Jerry erwacht und zieht eine Schweizer Tracht an. Während Tom Klavier spielt tanzt Jerry im Laden Schuhplattler.

## Hintergrund
Der Kurzfilm wurde am 12. Mai 1964 veröffentlicht. Es handelt sich dabei um eine Abwandlung des 1941 veröffentlichten Heiligabend von William Hanna und Joseph Barbera.
In Deutschland erschien der Cartoon auf den DVDs Tom und Jerry – The Classic Collection 11 (2004), Tom und Jerry – Spaß im Winter (2004), Tom und Jerry – Winterspaß (2010) und Tom und Jerry – Jagd im Schnee (2012).